# Взрывная блондинка
«Взрывна́я блонди́нка» (англ. Atomic Blonde) — американский шпионский остросюжетный боевик, снятый Дэвидом Литчем по сценарию Курта Джонстада. В основу сценария фильма положен изданный в 2012 году графический роман Энтони Джонстона «Самый холодный город», действие которого разворачивается вокруг шпионки, которая должна найти список тайно переправляющихся на Запад двойных агентов. Роли исполнили Шарлиз Терон, Джеймс Макэвой, Джон Гудмен, Тиль Швайгер, Эдди Марсан, София Бутелла и Тоби Джонс.
Мировая премьера фильма состоялась на фестивале South by Southwest 12 марта 2017 года. В США фильм вышел 28 июля 2017 года, в России — 27 июля.

## Сюжет
В ноябре 1989 года, накануне падения Берлинской стены, в Восточном Берлине агент МИ-6 Джеймс Гаскойн застрелен агентом КГБ Юрием Бахтиным, который крадёт скрытый в наручных часах Гаскойна Список — часть микрофильма, содержащий имена всех активных агентов разведок, работающих в Берлине. Десять дней спустя Лоррейн Бротон, одна из ценнейших агентов британской МИ-6, приводится на допрос к своему руководителю Эрику Грею и представителю ЦРУ Эмметту Курцфельду с целью установить детали только что завершённой ею миссии в Берлине. С этого момента в фильме чередуются сцены допроса и воспоминаний Бротон о произошедшем в Берлине.
Лоррейн направляется в Берлин, чтобы найти Список. Ей также сообщают о двойном агенте Сатчеле — работающем на КГБ высокопоставленном сотруднике МИ-6 в Берлине, которого не могут выявить уже много лет. По прибытии в Берлин Бротон сразу же подвергается нападению агентов КГБ, действующих под руководством Александра Бремовича. В результате жёсткой схватки Лоррейн удаётся сбежать от нападавших и встретиться со своим связным в Берлине — эксцентричным руководителем берлинского подразделения МИ-6 Дэвидом Персивалем. Лоррейн обыскивает квартиру Гаскойна и обнаруживает его совместную фотографию с Персивалем. Следом за этим в квартиру врываются немецкие полицейские. В результате очередной жестокой схватки Бротон удаётся вырваться из квартиры и уйти от преследования. Лоррейн идёт в ресторан «Централь», о котором упоминали агенты КГБ, и встречает там Бремовича. От неприятного разговора с ним её «спасает» Дельфина Лассалль, которая, как выясняется вскоре, оказывается начинающим французским агентом. Хотя Бротон первоначально с подозрением относится к Лассалль, в итоге они вступают в интимные отношения (в оригинальном комиксе Дельфина была мужчиной).
Персиваль останавливает Бахтина в пустой аллее, убивает его и забирает часы. Из находящегося в часах списка он узнает кто является Сатчелом. Персиваль сообщает Лоррейн, что содержание Списка знает наизусть офицер Штази под кодовым именем «Бинокль» (Spyglass), который выкрал Список и передал его Гаскойну. Вместе они готовят план по вывозу Бинокля и его семьи из Восточного Берлина. Персиваль тайно встречается с Бремовичем, который подозревает, что Дэвид заполучил Список, но Персиваль, ссылаясь на необходимость «сохранить баланс», предлагает ему только раскрыть личность Сатчела (которого тот как КГБист и так знает), а также сообщает о плане по эвакуации Бинокля. Их встречу тайно фотографирует Дельфина. В ходе операции по эвакуации, которая начинается одновременно с массовой демонстрацией жителей Восточного Берлина, люди Бремовича пытаются убить Бинокля. Когда в результате мер, предусмотрительно подготовленных Лоррейн втайне от Персиваля, ликвидировать Бинокля снайперским выстрелом не удаётся, Персиваль лично стреляет в Бинокля и ранит его. Лоррейн с Биноклем удаётся уйти с линии огня в пустой дом, где Бротон сама атакует агентов КГБ. Убив в жестокой схватке всех противников, Лоррейн с Биноклем садятся в машину и пытаются добраться до Берлинской стены. Начинается автомобильная погоня, в результате которой их машину сбивают в реку и она начинает тонуть. Бинокль застревает в машине и, несмотря на попытки Лоррейн вытащить его, погибает.
Лоррейн удаётся вырваться в Западный Берлин и она понимает, что Персиваль её прослушивает. Она вспоминает первый визит к Персивалю домой, где тот взял её пальто, и находит в нем французское подслушивающее устройство. Лоррейн встречается с Дельфиной и рассказывает, что Персиваль пытался её подставить. Она советует девушке уезжать из города. Вместо этого Дельфина звонит Дэвиду и говорит, что всё про него знает. Персиваль отправляется в квартиру Дельфины и убивает её, чтобы скрыть собственные следы. Лоррейн приходит слишком поздно, но обнаруживает сделанные Лассаль фотографии встречи Персиваля с Бремовичем. Персиваль сжигает своё убежище и пытается убежать, но Лоррейн выслеживает его, убивает и забирает часы со Списком.
На допросе в МИ-6 Лоррейн узнает, что Персиваль сообщил Грею о том, что располагает Списком и подошёл очень близко к разгадке, кто является Сатчелом. Лоррейн предоставляет МИ-6 фотографии, сделанные Лассаль, а также смонтированную аудиозапись, выставляющие Персиваля как Сатчела. При этом она отрицает, что знает о местонахождении Списка, не оставляя МИ-6 иного выбора, кроме как закрыть дело.
Три дня спустя в Париже уже говорящая по-русски Лоррейн встречается с Бремовичем, который называет её «товарищем Сатчелом». Лоррейн отдаёт ему Список. При этом Бремович, узнавший от Персиваля о Сатчеле дополнительную информацию, заявляет Бротон, что знает, что она его подставила, и приказывает убить её своим появившимся людям. В очередной жестокой схватке Лоррейн убивает всех агентов и, прежде чем убить самого Бремовича, рассказывает ему, что манипулировала событиями с самого начала. Не она работала на него, а он на неё. После этого она едет в аэропорт и в готовящемся к отлёту бизнес-джете встречается с Эмметтом Курцфельдом, показывая себя тройным агентом, работающим в конечном счёте на ЦРУ. Вместе со Списком они улетают в США.

## В ролях
- Шарлиз Терон — Лоррейн Бротон
- Джеймс Макэвой — Дэвид Персиваль
- Джон Гудмен — агент ЦРУ Эмметт Курцфельд
- Тиль Швайгер — часовщик
- Эдди Марсан — Бинокль
- София Бутелла — Дельфина Лассаль
- Тоби Джонс — Эрик Грей
- Билл Скарсгард — Меркель
- Джеймс Фолкнер — Си
- Роланд Мюллер[англ.] — Александр Бремович
- Йоуханнес Хёйкюр Йоуханнессон — Юрий Бахтин
- Сэм Харгрейв[англ.] — Джеймс Гаскойн
- Даниэл Бернхардт — солдат
- Барбара Зукова — коронер, который отвечает за передачу тела Гаскойна Лоррейн

## Производство
9 мая 2015 года была анонсирована покупка кинокомпанией Focus Features прав на графический роман Энтони Джонстада «Самый холодный город» (англ. The Coldest City). Исполнительницей главной роли, шпионки Лоррейн Уоллес, была заявлена Шарлиз Терон. Для постановки фильма по сценарию Курта Джонстада были наняты Дэвид Литч и Чад Стахелски, а производство картины планировалось начать в октябре в Германии. При бюджете $ 30 млн фильм полностью профинансирован Ником Мейером из Sierra/Affinity. Продюсерские функции разделили между собой Шарлиз Терон, Бет Коно и А. Дж. Дикс (Denver and Delilah Productions), Эрик Гиттер и Питер Шверин (Closed on Mondays Entertainment), Келли МакКормик (Sierra/Affinity) и компания 87Eleven. 2 октября 2015 года Литч отказался от совместной работы со Стахелски над сиквелом «Джона Уика», чтобы самостоятельно снять «Самый холодный город», съёмки которого стартовали в ноябре в Венгрии и Германии. 16 октября к актёрскому составу присоединился Джеймс Макэвой. 26 октября издание TheWrap сообщило о привлечении Софии Бутеллы для исполнения неназванной роли. 2 ноября Джон Гудмен подписался на роль американского агента.
Съёмки фильма начались 22 ноября 2015 года в Будапеште и позднее переместились в Берлин.

### Саундтрек
С самого начала проекта Литч чувствовал, что использование правильных песен будет иметь решающее значение для проекта. Саундтрек сочетает в себе песни 1980-х годов и их кавер-версии, которые должны были добавить «современное ощущение 80-х». Кинопродюсеры изначально беспокоились, что не смогут получить права на использование всех песен, которые Литч планировал включить в фильм, по подсчётам самого режиссёра в финальную версию попало 75 % предложенных композиций. Хотя Берлинская стена пала в 1989 году, в саундтреке в основном присутствуют знаковые песни первой половины 1980-х, за исключением лично предложенных Литчем песен Father Figure Джорджа Майкла (1988 год) и Take My Breath Away группы Berlin (1986 год).
| №   | Название                        | Artist(s)                     | Длительность |
| --- | ------------------------------- | ----------------------------- | ------------ |
| 1.  | «Cat People (Putting Out Fire)» | Дэвид Боуи                    | 6:43         |
| 2.  | «Major Tom (Coming Home)»       | Петер Шиллинг                 | 4:58         |
| 3.  | «Blue Monday»                   | Health                        | 4:46         |
| 4.  | «C*cks*cker»                    | Тайлер Бэйтс                  | 1:47         |
| 5.  | «99 Luftballons»                | Nena                          | 3:51         |
| 6.  | «Father Figure»                 | Джордж Майкл                  | 5:37         |
| 7.  | «Der Kommissar»                 | After the Fire                | 5:40         |
| 8.  | «Cities in Dust»                | Siouxsie and the Banshees     | 4:03         |
| 9.  | «The Politics of Dancing»       | Re-Flex                       | 3:56         |
| 10. | «Stigmata»                      | Marilyn Manson и Тайлер Бэйтс | 5:36         |
| 11. | «Demonstration»                 | Тайлер Бэйтс                  | 3:44         |
| 12. | «I Ran (So Far Away)»           | A Flock of Seagulls           | 5:05         |
| 13. | «99 Luftballons»                | Kaleida                       | 3:52         |
| 14. | «Voices Carry»                  | 'Til Tuesday                  | 4:18         |
| 15. | «London Calling»                | The Clash                     | 3:19         |
| 16. | «Finding the UHF Device»        | Тайлер Бэйтс                  | 2:48         |

Другие попавшие в фильм песни, но не включённые в саундтрек:
- New Order — «Blue Monday '88»
- Public Enemy — «Fight the Power»
- Depeche Mode — «Behind the Wheel»
- Ausschlag — «Kack Zukunft»
- Michael Pernell — «As Time Goes By»
- Владимир Высоцкий — «Кони привередливые»
- Queen и Дэвид Боуи — «Under Pressure»

## Премьера
В мае 2015 года Focus Features приобрела права на распространение фильма. Его выход на экраны тогда был назначен на 11 августа 2017 года, а позже перенесённая на 28 июля. Мировая премьера состоялась 12 марта 2017 года на фестивале South by Southwest.

## Критика
На сайте Rotten Tomatoes фильм имеет рейтинг 79 %, основанный на 366 рецензиях со средним баллом 6,6 из 10. На сайте Metacritic рейтинг фильма 63 из 100, основанный на 50 рецензиях.
Ричард Роупер из Chicago Sun-Times дал фильму 3,5 звезды из 4, заявив: «Позаимствуйте у Борна и Бонда. Прополощите и повторите. Это рецепт довольно нелепой, ультра-жестокой и безумно занимательной Взрывной Блондинки, ловкого средства для притягательного, крутого обаяния Шарлиз Терон, которая теперь официально стала звездой боевиков благодаря этому фильму и „Дороге ярости“».

## Планы на кроссовер с Джоном Уиком
В июле 2017 года Дэвид Литч обсудил потенциальный кроссовер с участием Взрывной блондинки и Джона Уика. Литч был режиссёром в обоих проектах. Создатель фильмов заявил, что все вовлечённые лица обсуждали возможность, и что они сделают это, как только будет разработана достаточно хорошая история.